# Mayangan (Wiradesa)
Mayangan is een bestuurslaag in het regentschap Pekalongan van de provincie Midden-Java, Indonesië. Mayangan telt 3756 inwoners (volkstelling 2010).